# Stephan Krehl
Stephan Krehl (ur. 5 lipca 1864 w Lipsku, zm. 9 kwietnia 1924 tamże) – niemiecki kompozytor, pedagog i teoretyk muzyki.

## Życiorys
Studiował w konserwatorium w Dreźnie oraz w Lipsku pod kierunkiem Salomona Jadassohna. W latach 1889–1902 był wykładowcą w konserwatorium w Karlsruhe. Od 1902 do swojej śmierci był związany z lipskim konserwatorium, gdzie wykładał kompozycję i teorię muzyki, a w latach 1921–1924 pełnił funkcję rektora tej uczelni .
Jego uczniami byli m.in.: Rudolf Wagner-Régeny, Michał Julian Piotrowski, Tadeusz Sygietyński, Franciszek Brzeziński, Henryk Adamus, Walerian Bierdiajew, Anna Maria Klechniowska.
Jego twórczość kompozytorska obejmuje utwory orkiestrowe (w tym koncert wiolonczelowy), kameralne, pieśni oraz utwory na instrumenty solowe. Jest też autorem kilku publikacji z zakresu teorii muzyki, m.in. Musikalische Formenlehre  (1905), Allgemeine Musiklehre (1904), Kontrapunkt (1912), Harmonielehre (1921).